# اشچیانکی، شهرستان ریکی
اشچیانکی، شهرستان ریکی (به لاتین: Trzcianki, Ryki County) یک منطقهٔ مسکونی در لهستان است که در Gmina Nowodwór واقع شده‌است.